# بزمک سفلی
بزمک، روستایی از توابع بخش همایجان شهرستان سپیدان در استان فارس ایران است . همچنین یکی از بازیکنان معروف این روستا دانیال نظری نام دارد.

## جمعیت
این روستا در دهستان سرناباد قرار دارد و براساس سرشماری مرکز آمار ایران در سال ۱۳۸۵، جمعیت آن ۵۲ نفر (۱۳خانوار) بوده‌است.